# Targa Florio 1967

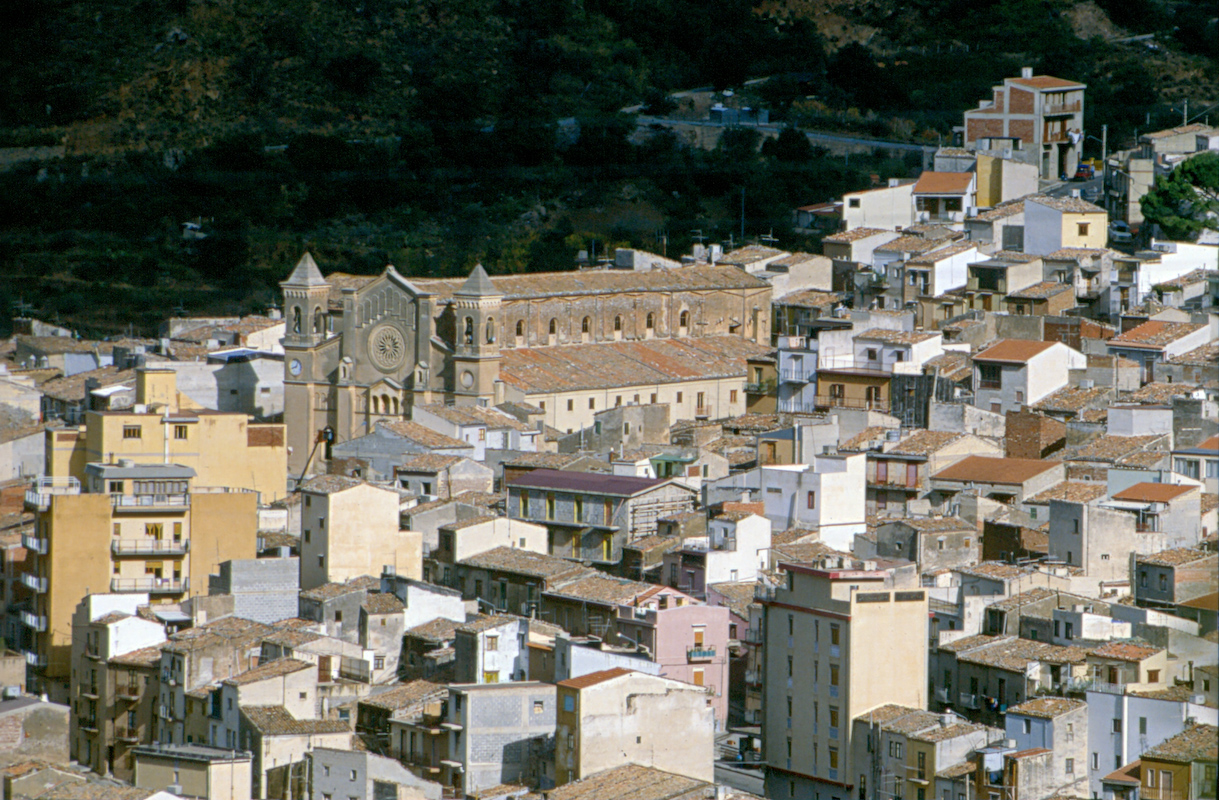
Collesano, der Ort, in dem das Ferrari-Debakel seinen Anfang nahm

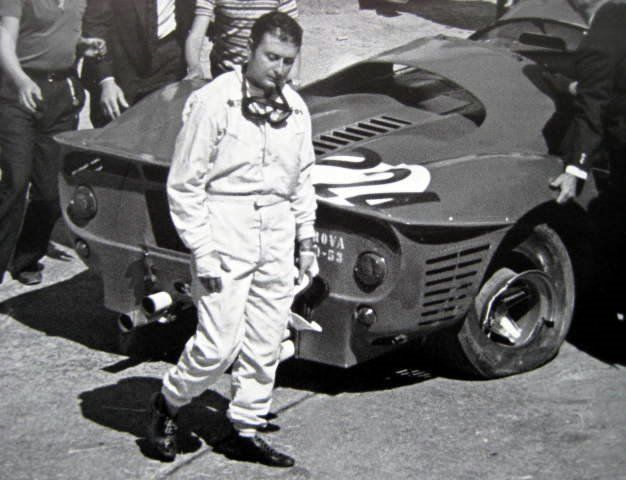
Nino Vaccarella neben dem verunfallten Ferrari 330P4

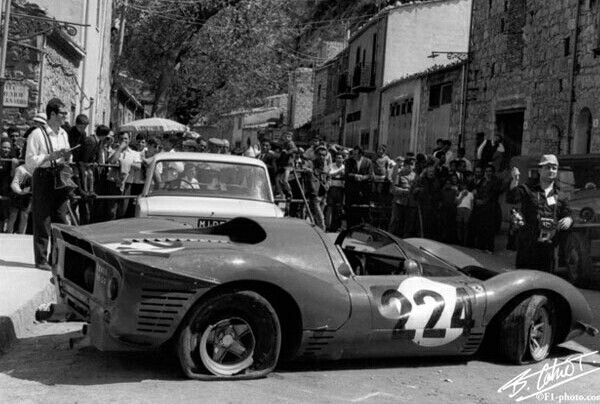
Das Wrack des Ferrari

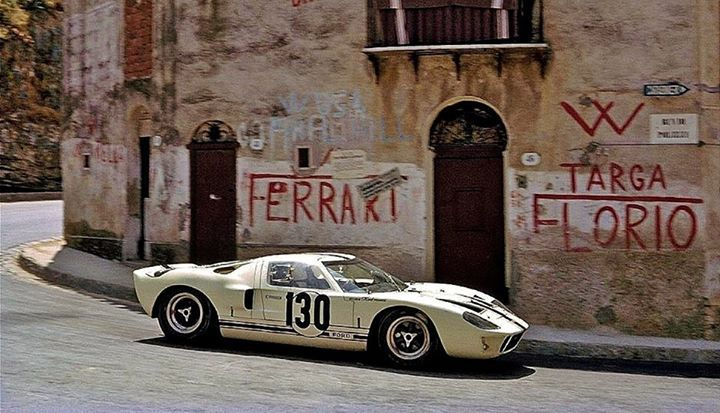
Der fünftplatzierte Ford GT40 von Henri Greder und Jean-Michel Giorgi

Die 51. Targa Florio, auch 51° Targa Florio, Manifestazione Automobilistica Internazionale de Velocita, Piccolo Circuito delle Madonie, Sicilia, auf Sizilien fand am 14. Mai 1967 statt und war der fünfte Wertungslauf der Sportwagen-Weltmeisterschaft dieses Jahres.

## Das Rennen
Um einen weiteren Gesamtsieg auf dem Piccolo circuito delle Madonie zu erreichen, setzte die Teamführung der Werksmannschaft von Porsche 1967 sieben Werkswagen ein. Drei Porsche 910 meldete Fritz Huschke von Hanstein in der Prototypenklasse über 2 Liter Hubraum, um den Gesamtsieg einzufahren. Drei weitere 910 sollten den Erfolg in der Rennklasse bis 2 Liter Hubraum sicherstellen. Die drei Plus-2-Liter-Wagen hatten je einen 2,2-Liter-Achtzylinder-Boxermotor mit der Typenbezeichnung 771. Drei 910er hatten den herkömmlichen 2-Liter-Sechszylinder-Boxermotor Typ 901. Die Achtzylindermodelle fuhren die Teams Paul Hawkins/Rolf Stommelen, Jo Siffert/Hans Herrmann und Gerhard Mitter/Colin Davis. In den Sechszylinder-Prototypen saßen Leo Cella/Giampiero Biscaldi, Vic Elford/Jochen Neerpasch sowie Umberto Maglioli und Udo Schütz. Bedingt durch ihre Größe musste beim Wagen von Maglioli und Schütz das Dach geöffnet werden. In der GT-Klasse gingen der französische Ski-Fahrer Jean-Claude Killy und der Journalist Bernard Cahier auf einem Porsche 911S ins Rennen, wurden siebte in der Gesamtwertung und holten sich den Klassensieg.
Gegenüber dem Porsche-Team machte sich das Einsatzteam von Ferrari bescheiden aus. Einen Ferrari 330P4 gab es für Ludovico Scarfiotti und Nino Vaccarella sowie einen Dino 246S für Günter Klass und Mario Casoni. Autodelta, die Rennabteilung von Alfa Romeo, organisierte das Renndebüt des Alfa Romeo T33, des ersten Tipo 33 aus der lange folgenden Reihe dieser Alfa-Romeo-Prototypen. Vier der mit 2-Liter-V8-Motoren ausgestatteten Wagen wurden nach Sizilien gebracht. Als Fahrer kamen Nanni Galli, Ignazio Giunti, Andrea de Adamich, Jean Rolland, Giacomo Russo, Nino Todaro, Joakim Bonnier und Giancarlo Baghetti zum Einsatz. Mit Spannung wurde der Chaparral 2F erwartet. Der von einem Chevrolet-Motor angetriebene Wagen mit dem riesigen Heckflügel wurde diesmal von Hap Sharp anstelle des Stammfahrers Mike Spence gefahren. Zweiter Fahrer war Phil Hill. Das Fachpublikum interessierte vor allem, wie die Fahrer mit dem schnellen, aber schweren Wagen auf den engen sizilianischen Dorfstraßen zurechtkommen würden.
Das Training am Freitag vor dem Renntag fand bei sommerlichem sonnigen Wetter statt. Trainingsschnellster war Nino Vaccarella im Ferrari 330P4, der für eine Runde eine Zeit von 37:12,200 Minuten benötigte. Am Renntag galt die übliche Startregelung. Der im Training langsamste Wagen startete als Erster; dann folgten im Abstand der erzielten Zeiten die restlichen Wagen in umgekehrter Reihenfolge im Abstand von 20 Sekunden. Als letzter Starter ging Pole-Setter Vaccarella auf die Piste. Für die Scuderia Ferrari endete das Rennen in einem frühen Desaster. 500.000 Zuschauer säumten die Strecke und das Gros davon erhoffte den Sieg des Lokalmatadors Vaccarella. In der ersten Runde erfüllte er die Hoffnung der Sizilianer und ging in Führung, die in der zweiten abrupt endete. Bei der Fahrt durch Collesano berührte der Ferrari in einer Haarnadelkurve einen Randstein. Die dabei zerstörten rechten Aufhängungen machten ein Weiterfahren unmöglich. Da auch Günter Klass im Dino in der zweiten Runde verunfallte, war das Debakel für die Scuderia perfekt.
Auch Porsche verlor in der zweiten Runde einen Wagen durch Unfall, als Gerhard Mitter an der zweiten Stelle liegend von der Strecke abkam und nicht weiterfahren konnte. In Führung lag in der Anfangsphase Vorjahressieger Herbert Müller im Scuderia Filipinetti-Ferrari 412P. Wenn auch kein Werkswagen, lag damit immerhin ein Ferrari an der Spitze. Paul Hawkins im bestplatzierten Porsche konnte Müllers Tempo nicht folgen. Phil Hill bewegte den Chaparral sicher über die Bergstraßen, in das Führungsduell konnte er nicht eingreifen. Hill musste den Wagen schonen, da das Team nur zwei Chassis in Europa hatte und damit noch die kommenden Rennen auf dem Nürburgring und in Le Mans bestreiten musste. Nach dem ersten Fahrerwechsel – Jean Guichet für Müller und Stommelen für Hawkins – ging der Porsche (Stommelen) am Ferrari (Guichet) vorbei an die erste Stelle in der Gesamtwertung. Als Müller wieder das Steuer übernahm, verkürzte er den Rückstand auf Stommelen, schied aber in der siebten Runde wegen eines Getriebeschadens aus. Auch der solide an der vierten Stelle fahrende Chaparral fiel in der achten Runde aus. Ein Reifenschaden führte zu Schäden an der Karossiere. Um nicht größeren Schaden anzurichten, stellte Sharp den Wagen ab. Den Totalausfall von Alfa Romeo besiegelte der Ausfall des an der dritten Stelle fahrenden Wagens von Jean Rolland, drei Runden vor Schluss. Für Porsche gab es den kompletten Triumph, den Sieg im Gesamtklassement und in der 2-Liter-Rennklasse. Hinter den Siegern Stommelen/Hawkins klassierten sich zwei weitere Werkswagen am Podium der ersten drei.

## Ergebnisse

### Schlussklassement
| 1               | P + 2.0  | 228 | Porsche System Engineering | Paul Hawkins Rolf Stommelen              | Porsche 910/8                     | 10 |
| 2               | P 2.0    | 174 | Porsche System Engineering | Leo Cella Giampiero Biscaldi             | Porsche 910                       | 10 |
| 3               | P 2.0    | 166 | Porsche System Engineering | Vic Elford Jochen Neerpasch              | Porsche 910                       | 10 |
| 4               | P 2.0    | 198 | Scuderia Nettuno           | Jonathan Williams Vittorio Venturi       | Ferrari Dino 206P                 | 10 |
| 5               | S + 2.0  | 130 | Ford France SA             | Henri Greder Jean-Michel Giorgi          | Ford GT40                         | 10 |
| 6               | P + 2.0  | 218 | Porsche System Engineering | Jo Siffert Hans Herrmann                 | Porsche 910/8                     | 9  |
| 7               | GT 2.0   | 46  | Porsche System Engineering | Bernard Cahier Jean-Claude Killy         | Porsche 911S                      | 9  |
| 8               | GT 1.3   | 14  | Alberto Girardini          | Alberto Girardini Zefferino Filippi      | Lancia Fulvia HF                  | 9  |
| 9               | S + 2.0  | 128 | Ted Worswick               | Ted Worswick Richard Bond                | Austin-Healey 3000                | 9  |
| 10              | GT 1.6   | 24  | Sergio Bettoja             | Raffaele Restivo Vittorio Orlando        | Fiat 124 Sport                    | 9  |
| 11              | GT 2.0   | 54  | Dan Margulies              | Dan Margulies Rob Mackie                 | Porsche 911S                      | 9  |
| 12              | GT 1.3   | 16  | HF Squadra Corse           | Claudio Maglioli Marco Crosina           | Lancia Fulvia HF                  | 9  |
| 13              | GT 1.6   | 22  |                            | Michele Paratore Basilio Gusma Piccione  | Alfa Romeo Giulia Sprint GT       | 9  |
| 14              | GT 2.0   | 52  | San Marco                  | Mario Facca Erasmo Crivellari            | Porsche 911S                      | 9  |
| 15              | GT 1.3   | 4   | Ramon                      | Franco Lisitano Giovanni Rigano          | Lancia Fulvia HF                  | 9  |
| 16              | GT 1.3   | 12  | Pegaso                     | Eugenio Renna Giuseppe Garofalo          | Lancia Fulvia HF                  | 9  |
| 17              | GT 1.6   | 32  | Pegaso                     | Giuseppe Vassalo Michele Pusateri        | Fiat 124 Sport                    | 9  |
| 18              | P 2.0    | 168 | Coburn                     | Jack Wheeler Martin Davidson             | Austin-Healey Sebring Sprite Mk.1 | 9  |
| 19              | S 1.3    | 98  | Guido Garufi               | Guido Garufi Giuseppe Ferlito            | Abarth 1300 OT                    | 9  |
| 20              | GT 1.6   | 26  | Nord-Ovest                 | Francesco Cosentino Walfrido Orecchioni  | Fiat 124 Sport                    | 8  |
| 21              | P 1.0    | 138 | Antonio Trupia             | Antonio Trupia Giuseppe Parla            | Moretti 850                       | 8  |
| 22              | P 1.0    | 152 | Enzo Buzzetti              | Enzo Buzzetti Secondo Ridolfi            | Fiat-Abarth 1000SP                | 8  |
| Nicht klassiert |          |     |                            |                                          |                                   |    |
| 23              | P + 2.0  | 230 | British Motor Co.          | Paddy Hopkirk Timo Mäkinen               | MGB GT                            | 9  |
| 24              | P 2.0    | 178 | HF Squadra Corse           | Sandro Munari Ove Andersson              | Lancia Fulvia HF Special          | 9  |
| 25              | P 2.0    | 192 | Autodelta SpA              | Nanni Galli Ignazio Giunti               | Alfa Romeo T33                    | 9  |
| Ausgefallen     |          |     |                            |                                          |                                   |    |
| 26              | P 2.0    | 184 | Porsche System Engineering | Umberto Maglioli Udo Schütz              | Porsche 910                       | 8  |
| 27              | P + 2.0  | 222 | Chaparral Cars Inc.        | Phil Hill Hap Sharp                      | Chaparral 2F                      | 8  |
| 28              | P 2.0    | 170 | Autodelta SpA              | Andrea de Adamich Jean Rolland           | Alfa Romeo T33                    | 7  |
| 29              | P 2.0    | 172 | Donald Healey              | Rauno Aaltonen Clive Baker               | Austin-Healey Sprite              | 7  |
| 30              | P 2.0    | 200 | Autodelta SpA              | Giacomo Russo Nino Todaro                | Alfa Romeo T33                    | 7  |
| 31              | P + 2.0  | 220 | Scuderia Filipinetti       | Herbert Müller Jean Guichet              | Ferrari 412P                      | 7  |
| 32              | GT 1.6   | 28  | Pegaso                     | Francesco Troia Armando Floridia         | Porsche 356                       | 6  |
| 33              | GT 1.6   | 34  | Giuseppe de Gregorio       | Giuseppe de Gregorio Guido Marchiolo     | Alfa Romeo Giulia Sprint GT       | 6  |
| 34              | GT 2.0   | 50  | Robert Buchet              | Robert Buchet Sylvain Garant             | Porsche 911S                      | 6  |
| 35              | GT + 2.0 | 74  | Anatoly Arutunoff          | Egon Hofer Anatoly Arutunoff             | Ferrari 250 GT SWB                | 6  |
| 36              | S 2.0    | 114 | Pegaso                     | Alfonso Vella Alfonso Merendino          | Abarth 2000S                      | 6  |
| 37              | P 2.0    | 188 | Societé Automobiles Alpine | Henri Grandsire Giuseppe Virgilio        | Alpine A210                       | 6  |
| 38              | S 1.3    | 94  | Etna                       | Alfio Gambero Angelo Bonaccorsi          | Abarth 1300 OT                    | 5  |
| 39              | S 1.3    | 96  | Regie Renault              | Roger Delageneste José Rosinski          | Alpine A110                       | 5  |
| 40              | S 2.0    | 118 | Luigi Taramazzo            | Luigi Taramazzo Giulio Bona              | Porsche 906                       | 5  |
| 41              | P 2.0    | 164 | Regie Renault              | Bengt Jansson Harry Källström            | Renault R8                        | 5  |
| 42              | P 2.0    | 196 | Paul Metternich            | Paul Metternich Wittigo von Einsiedel    | Austin Mini-Cooper S              | 5  |
| 43              | S 1.0    | 84  | Etna                       | Francesco Patané Cesare di Belmonte      | Fiat-Abarth 1000S                 | 4  |
| 44              | P 1.0    | 148 | Pegaso                     | Vincenzo Mirto Randazzo Adriano Reale    | Fiat-Abarth 1000S                 | 4  |
| 45              | P 2.0    | 180 | Societé Automobiles Alpine | Jean-François Piot Gérard Larrousse      | Alpine A110                       | 4  |
| 46              | P 2.0    | 182 | Societé Automobiles Alpine | Mauro Bianchi Jean Vinatier              | Alpine A110                       | 4  |
| 47              | GT 1.3   | 2   | HF Squadra Corse           | Raffaele Pinto Achille Marzi             | Lancia Fulvia HF                  | 3  |
| 48              | GT 1.3   | 10  | Pegaso                     | „Goldfinger“ Antonio Riolo               | Lancia Fulvia HF                  | 3  |
| 49              | S + 2.0  | 126 | Ford France SA             | Jo Schlesser Guy Ligier                  | Ford GT40                         | 3  |
| 50              | P 2.0    | 160 | Scuderia Pegaso            | Pietro Lo Piccolo Salvatore Sutera       | Alfa Romeo Giulia TZ              | 3  |
| 51              | P 2.0    | 186 | North American Racing Team | Ferdinando Latteri Ignazio Capuano       | Ferrari Dino 206S                 | 3  |
| 52              | P 2.0    | 190 | Autodelta SpA              | Jo Bonnier Giancarlo Baghetti            | Alfa Romeo T33                    | 3  |
| 53              | P 1.0    | 140 | Pegaso                     | Mariano Spadafora Salvatore Calascibetta | Fiat-Abarth 1000S                 | 2  |
| 54              | P + 2.0  | 216 | Jackie Epstein             | Jackie Epstein Hugh Dibley               | Lola T70 Mk.3 GT                  | 2  |
| 55              | GT 1.3   | 8   | Mario Costa                | Mario Costa Angelo Rizzo                 | Angelo Rizzo                      | 1  |
| 56              | GT 2.0   | 48  | British Motor Co.          | Andrew Hedges Alec Poole                 | MGB                               | 1  |
| 57              | GT 2.0   | 58  | André Wicky                | Edgar Berney Jean-Pierre Hanrioud        | Porsche 911S                      | 1  |
| 58              | GT + 2.0 | 72  | Tullio Sergio Marchesi     | Clemente Ravetto Tullio Sergio Marchesi  | Ferrari 275 GTB/C                 | 1  |
| 59              | P + 2.0  | 156 | SpA Ferrari SEFAC          | Günter Klass Mario Casoni                | Ferrari Dino 246S                 | 1  |
| 60              | P 2.0    | 176 | Babea Racing               | Jan-Eric Andreasson Johnny Lundberger    | Marcos Mini GT                    | 1  |
| 61              | P + 2.0  | 224 | SpA Ferrari SEFAC          | Nino Vaccarella Ludovico Scarfiotti      | Ferrari 330P4                     | 1  |
| 62              | P + 2.0  | 226 | Porsche System Engineering | Gerhard Mitter Colin Davis               | Porsche 910/8                     | 1  |
| Nicht gestartet |          |     |                            |                                          |                                   |    |
| 63              | GT 2.0   | 56  | Carlo Cremascoli           | Carlo Cremascoli Federico Giunta         | Fiat Dino                         | 1  |
| 64              | S + 2.0  | 124 | Scuderia Filipinetti       | Robert Blouin André Bungener             | Ferrari 275 GTB/4                 | 2  |
| 65              | P 1.0    | 146 | Bruno Momigliano           | Bruno Momigliano Gianluigi Picchi        | Lotus 23                          | 3  |
| 66              | P 1.0    | 150 | Bardahl Italy              | Filippo di Liberto Alfonso di Garbo      | Fiat-Abarth 1000SP                | 4  |
| 67              | P 2.0    | 158 | Nissena                    | Carmelo Giugno Giovanni Rizzo            | Alfa Romeo Giulia TZ              | 5  |
| 68              | P 2.0    | 162 | Scuderia Sant Ambroeus     | Girolamo Capra Jacopo Trivellato         | Alfa Romeo Giulia TZ              | 6  |
| 69              | GT + 2.0 | 210 | Ford France SA             | Henri Chemin Claude Lego                 | Shelby GT350                      | 7  |
| 70              | P + 2.0  | 214 | Autodelta SpA              | Alessandro Federico Giancarlo Barba      | Alfa Romeo GTA                    | 8  |
| 71              | P + 2.0  | 232 | Squadra Tartaruga          | Heini Walter Cox Kocher                  | McLaren M1A                       | 9  |
| 72              | P + 2.0  | T   | Porsche System Engineering |                                          | Porsche 910                       | 10 |

1 nicht gestartet
2 Unfall im Training
3 nicht gestartet
4 nicht gestartet
5 zurückgezogen
6 zurückgezogen
7 Unfall im Training
8 Zylinderschaden im Training
9 nicht gestartet
10 Trainingswagen

### Nur in der Meldeliste
Hier finden sich Teams, Fahrer und Fahrzeuge, die ursprünglich für das Rennen gemeldet waren, aber aus den unterschiedlichsten Gründen daran nicht teilnahmen.
| Pos. | Klasse   | Nr. | Team              | Fahrer                                | Chassis                    |
| ---- | -------- | --- | ----------------- | ------------------------------------- | -------------------------- |
| 73   | GT 2.0   |     |                   | Jean Sage                             | Porsche 911S               |
| 74   | P 2.0    |     |                   | Everardo Ostini Manrico Benedetti     | Alfa Romeo Giulia TZ       |
| 75   | P 2.0    |     |                   | Clemente Ravetto Gaetano Starrabba    | Ferrari Dino 206S          |
| 76   | P 2.0    |     |                   | Luigi Tommasi Paolo Gargano           | Fiat-Abarth 1000SP         |
| 77   | S + 2.0  |     |                   | Emanuele Benedetto Vittorio Orlando   | Ferrari 275 GTB/2          |
| 78   | S 2.0    |     |                   | André Wicky                           | Porsche 906                |
| 79   | S 2.0    |     |                   | Carlo Facetti Giuseppe Romano Perdomi | Porsche 906                |
| 80   | S 2.0    |     | Turillo Barbuscia | Turillo Barbuscia Maurizio Micangeli  | Porsche 904 GTS            |
| 81   | S 1.6    |     |                   | Giuseppe D’Ippolito                   | Alfa Romeo Giulia TZ       |
| 82   | GT 2.0   |     |                   | Wolf-Dieter Kniese Karl Federhofer    | MGB                        |
| 83   | GT 2.0   |     |                   | Corrado Ferlaino Carlo Togni          | Porsche 911S               |
| 84   | GT 1.6   |     |                   | Licio Pardi Rolando Tarenghi          | Porsche 356 SC             |
| 85   | GT 1.3   |     |                   | Antonio Catalano                      | Lancia Fulvia HF           |
| 86   | GT 1.3   |     |                   | Carlo Zuccoli Dino Morazzoni          | Lancia Fulvia HF           |
| 87   | P + 2.0  |     |                   | Giacomo Russo                         | Alfa Romeo T33             |
| 88   | S 1.3    |     |                   | Pietro Laureati                       | Abarth-Simca 1300 Bialbero |
| 89   | GT + 2.0 | 74  | Egon Hofer        | Egon Hofer Anatoly Arutunoff          | Ferrari 275 GTB            |
| 90   | P 2.0    | 202 |                   | Vincenzo Arena Antonio Nicodemi       | Ferrari Dino 206S          |

### Klassensieger
| Klasse   | Fahrer                  | Fahrer             | Fahrzeug         | Platzierung im Gesamtklassement |
| -------- | ----------------------- | ------------------ | ---------------- | ------------------------------- |
| P + 2.0  | Paul Hawkins            | Rolf Stommelen     | Porsche 910/8    | Gesamtsieg                      |
| P 2.0    | Leo Cella               | Giampiero Biscaldi | Porsche 910      | Rang 2                          |
| P 1.0    | Antonio Trupia          | Giuseppe Parla     | Moretti 850      | Rang 21                         |
| S + 2.0  | Henri Greder            | Jean-Michel Giorgi | Ford GT40        | Rang 5                          |
| S 2.0    | kein Teilnehmer im Ziel |                    |                  |                                 |
| S 1.3    | Guido Garufi            | Giuseppe Ferlito   | Abarth 1300 OT   | Rang 19                         |
| S 1.0    | kein Teilnehmer im Ziel |                    |                  |                                 |
| GT + 2.0 | kein Teilnehmer im Ziel |                    |                  |                                 |
| GT 2.0   | Bernard Cahier          | Jean-Claude Killy  | Porsche 911S     | Rang 6                          |
| GT 1.6   | Raffaele Restivo        | Vittorio Orlando   | Fiat 124 Sport   | Rang 10                         |
| GT 1.3   | Alberto Girardini       | Zefferino Filippi  | Lancia Fulvia HF | Rang 8                          |

### Renndaten
- Gemeldet: 90
- Gestartet: 62
- Gewertet: 22
- Rennklassen: 11
- Zuschauer: 500.000
- Wetter am Renntag: heiß und trocken
- Streckenlänge: 72,000 km
- Fahrzeit des Siegerteams: 6:37:01,000 Stunden
- Gesamtrunden des Siegerteams: 10
- Gesamtdistanz des Siegerteams: 720,000 km
- Siegerschnitt: 108,812 km/h
- Pole Position: Nino Vaccarella – Ferrari 330P4 (#224) – 37:12,200
- Schnellste Rennrunde: Herbert Müller – Ferrari 412P (#220) – 37:09,000 – 116,285 km/h
- Rennserie: 5. Lauf zur Sportwagen-Weltmeisterschaft 1967